# Adile Naşit
Adile Naşit, née Adela Özcan, (17 juin 1930 - 11 décembre 1987), est une actrice turque de comédie, et l'une des figures les plus célèbres du cinéma turc. 

## Biographie
Adela Özcan naît en 1930 dans une famille d'acteurs de théâtre. Sa mère est d'origine arménienne et grecque. Elle prend son nom d'actrice en l'honneur de son père, dont le nom d'acteur était Naşit Bey. En 1950, elle épouse Ziya Keskiner, lui aussi acteur de théâtre. Après le décès de celui-ci en 1982, elle se remarie en 1983 avec Cemal İnce (1928-2015).
Durant sa vie d'actrice, elle joue au théâtre, au cinéma, et participe à des séries et émissions télévisés qui sont encore aujourd'hui rediffusées.
Elle est surnommée « Türklerin annesi » (« la mère des turcs »). Son rôle dans « Hababam sinifi » (La classe de Hababam) est pour elle la consécration de sa carrière, confortant sa popularité. Dans ce rôle, elle incarne la cuisinière d'une école privée, où elle agit en mère protectrice des élèves turbulents face aux enseignants et au directeur. 
Elle représente encore aujourd'hui l'image d'une mère dévouée à ses enfants, toujours heureuse et compréhensive.
Elle décède d'un cancer des intestins en 1987. 
À l'annonce de sa mort, le gouvernement décrète une journée de deuil national, une première dans l'histoire de la Turquie en ce qui concerne un acteur[réf. nécessaire].
De nombreux collèges, lycées et universités, théâtres portent son nom.

## Filmographie sélective
- 1975 : Hababam Sınıfı
- 1975 : Hababam Sınıfı Sınıfta Kaldı
- 1976 : Süt Kardeşler
- 1976 : Hababam Sınıfı Uyanıyor
- 1976 : Tosun Paşa
- 1977 : Şaban Oğlu Şaban
- 1977 : Sakar Şakir
- 1977 : Hababam Sınıfı Tatilde
- 1978 :  Kibar Feyzo
- 1978 : Hababam Sınıfı Dokuz Doğuruyor
- 1981 : Davaro
- 1984 : Şabaniye
- 1984 : Namuslu